# Kłodzka Góra

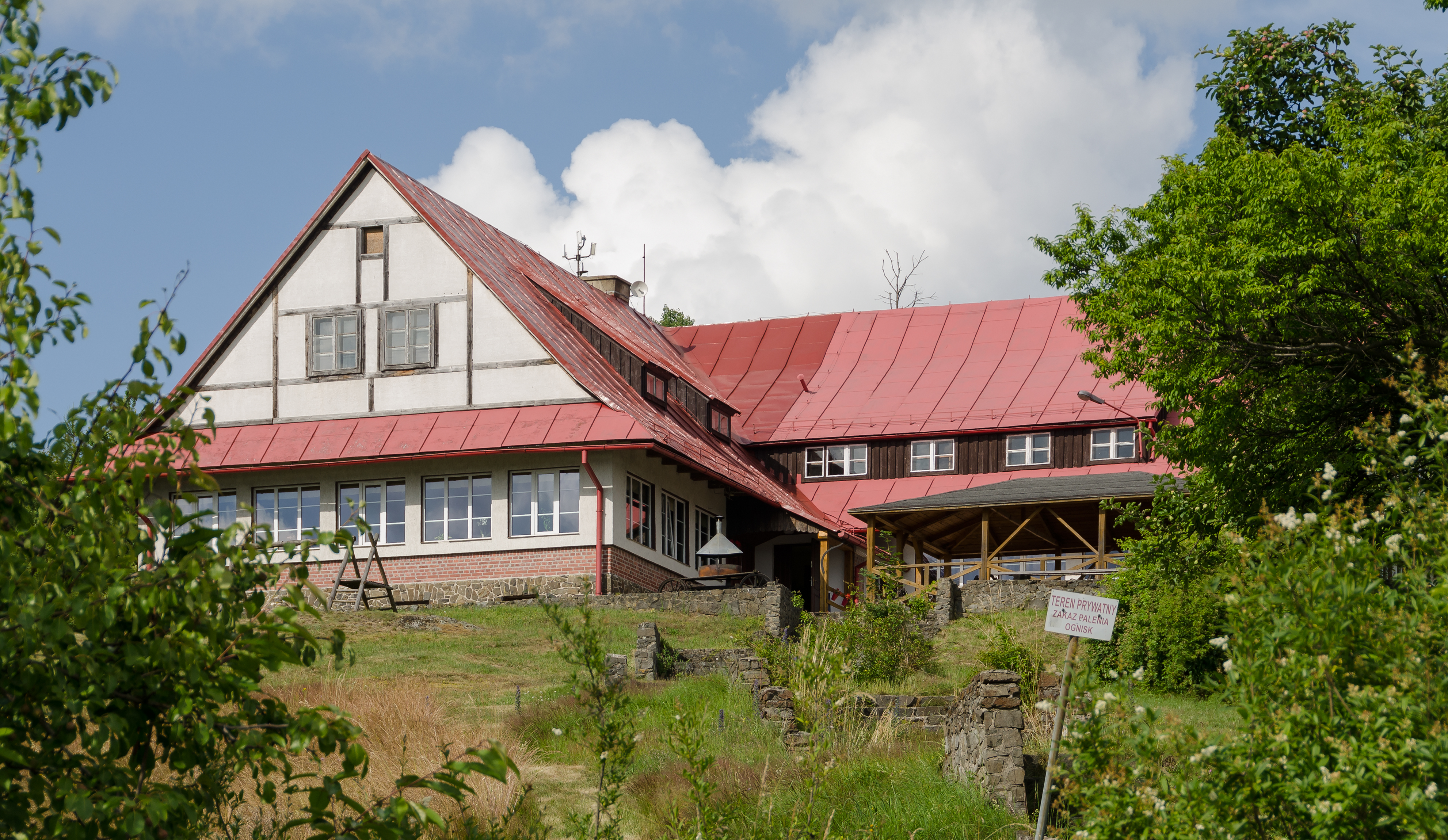
Zajazd Kukułka leżący na szlaku z Kłodzka na Kłodzką Górę

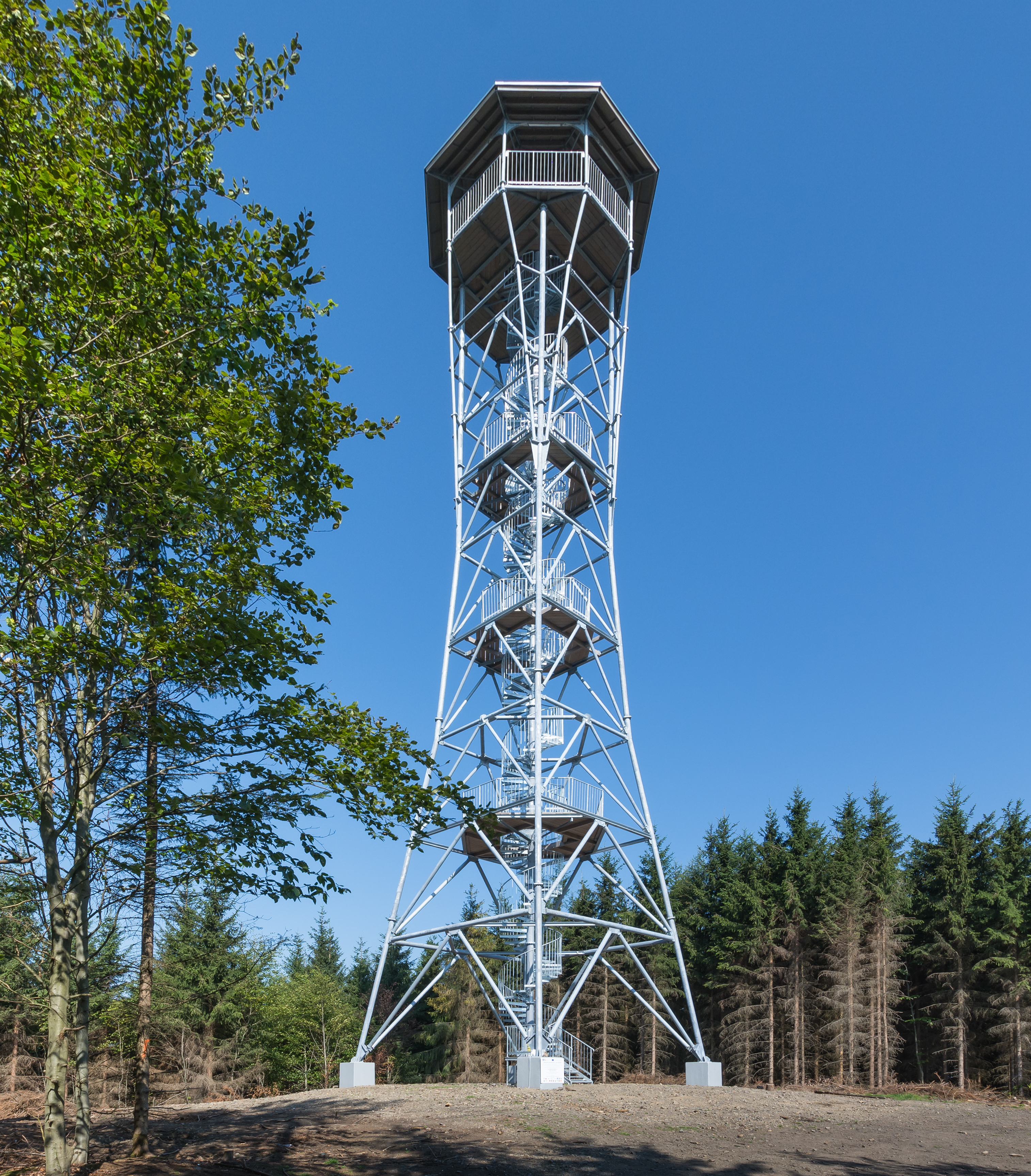
Wieża widokowa na Kłodzkiej Górze

Kłodzka Góra (niem. Glatsenkoppe, 757 m n.p.m.) – drugi pod względem wysokości szczyt Gór Bardzkich, położony w ich południowo-wschodniej części.

## Położenie i opis
Należy do głównego grzbietu Gór Bardzkich, stanowiąc jego zwornik (rozróg) z odchodzącymi w czterech kierunkach grzbietami. Na południe odchodzi główny grzbiet przez Jelenią Kopę, Grodzisko i Podzamecką Kopę do Przełęczy Kłodzkiej, gdzie łączy się z Górami Złotymi. Na północ odchodzi główny grzbiet przez Gajnik, Ostrą Górę, Przełęcz Łaszczową i Łaszczową, gdzie się rozgałęzia na kilka ramion. Na południowy zachód, w stronę Kłodzka odchodzi najdłuższy grzbiet z Jedlakiem, bezimienną kotą 615, Obszerną, Kostrą (503,2 m n.p.m.) i Szyndzielnią. Najkrótszy grzbiet z Szeroką Górą odchodzi na wschód, w stronę Lasek.

## Budowa geologiczna
Kłodzka Góra zbudowana jest z dolnokarbońskich szarogłazów i łupków należących do struktury bardzkiej.

## Roślinność
Porośnięta w całości lasem świerkowym, w partii szczytowej przerzedzony.

## Turystyka
Na szczyt prowadzi żółty szlak pieszy wychodzący z Kłodzka. W XIX wieku będącym czasem rozkwitu turystyki na ziemi kłodzkiej, szczyt nie cieszył się uznaniem, ustępując popularności pobliskiej Ostrej Górze (751,7 m n.p.m.), która długo uważana była za najwyższy szczyt Gór Bardzkich.
Kilkadziesiąt metrów od szczytu spotykają się dwa piesze szlaki turystyczne:
- żółty, który ma swój początek w Kłodzku, prowadzi przez Szyndzielnię, Kostrę, Obszerną, Jedlak, Kłodzką Górę do przełęczy pod Kłodzką Górą.
- niebieski, z Barda do Lądka-Zdroju, będący częścią szlaku długodystansowego E3.

Parkingi znajdują się na obu krańcach odcinka  szlaku niebieskiego: na Przełęczy Łaszczowa oraz na Przełęczy Kłodzkiej. Wejście z Przełęczy Kłodzkiej jest bardziej strome (1:20 godz., 332 metry przewyższenia), dlatego dla osób z dziećmi dużo łatwiejsze jest podejście z Przełęczy Łaszczowa (1:15 godz., 237 metrów). Łatwiej dojechać jednak na Przełęcz Kłodzką, przez którą przechodzi droga krajowa DK46 z Kłodzka do Złotego Stoku. Z „Domu Krawca” (dawniej schronisko „Kukułka”), położonego na południowym zboczu Kostry wejście  szlakiem żółtym zajmuje najdłużej (1:50 godz., 373 metrów przewyższenia). Przystanki autobusowe linii lokalnych są w Podzamku 800 metrów przed i „Podzamek nż” przy samej przełęczy.
Od kilku lat w najkrótszą noc roku oddział PTTK w Kłodzku organizuje wejście z Kłodzka na Kłodzką Górę i z powrotem.
Na szczycie znajduje się wieża widokowa o wysokości 34,5 m, a najwyższy taras widokowy, z dojściem po 166 krętych schodach, został umieszczony na wysokości 30,5 m.
Kłodzka Góra należy do Korony Gór Dolnego Śląska oraz Korony Gór Polski. Przynależność do Korony Gór Polski wynika z tego, iż w okresie jej ustanawiania była uważana za najwyższy szczyt Gór Bardzkich. Najnowsze pomiary geodezyjne wykazały, że wyższa jest Szeroka Góra (765 m n.p.m.).